# Potamiscus
Potamiscus là một chi cua nước ngọt trong phân họ Potamiscinae của họ Cua núi được ghi nhận ở các quốc gia châu Á kể cả Trung Quốc và Việt Nam. 

## Các loài
- Potamiscus annandali (Alcock, 1909)
- Potamiscus cangyuanensis Dai, 1999
- Potamiscus decourcyi (Kemp, 1913)
- Potamiscus elaphrius Dai, G.-X. Chen, J.-B. Liu, Luo, Yi, Z.-H. Liu, Gu & C.-H. Liu, 1990
- Potamiscus loshingensis (H. W. Wu, 1934)
- Potamiscus montosus Dai, Y. Z. Song, He, Cao, Z. B. Xu & Zhong, 1975
- Potamiscus motuoensis Dai, 1990
- Potamiscus pealianus (Wood-Mason, 1871)
- Potamiscus rangoonensis (Rathbun, 1904)
- Potamiscus rongjingensis Dai, G.-X. Chen, J.-B. Liu, Luo, Yi, Z.-H. Liu, Gu & C.-H. Liu, 1990
- Potamiscus tumidulus (Alcock, 1909)
- Potamiscus yiwuensis Dai & Cai, 1998
- Potamiscus yongshengensis Dai & G.-X. Chen, 1985
- Potamiscus yunnanensis (Kemp, 1924)